# Vlaamse expressionisme
Het Vlaamse expressionisme is een kunststroming van de kunstenaarsgroep van de tweede Latemse School, in de jaren 1920-1930.

## Toelichting

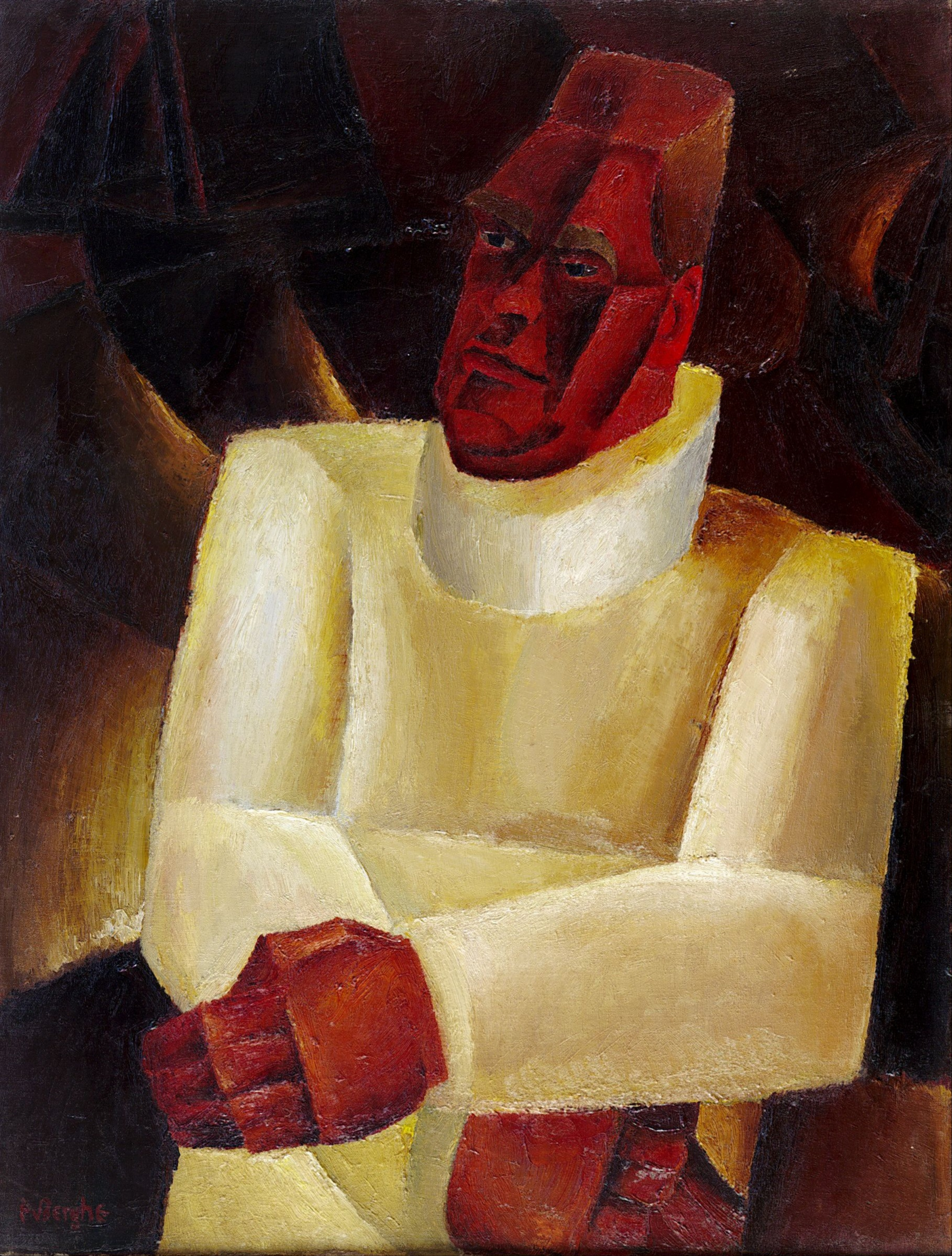
Portret van Constant Permeke door Frits Van den Berghe (omstreeks 1923)

Het Vlaamse expressionisme vond zijn oorsprong in gelijklopende internationale stijlen zoals het Franse kubisme, het Italiaanse futurisme en het Duitse expressionisme van Die Brücke. De belangrijkste vertegenwoordigers van deze kunstrichting waren: Constant Permeke, Gustaaf De Smet, Albert Servaes, Frits Van den Berghe, Edgard Tytgat, Jean Brusselmans en Floris Jespers. Het Vlaamse expressionisme verschilde van het internationale expressionisme doordat het niet alleen later kwam maar ook meer gericht was op authenticiteit met gebruik van sombere aardkleuren. Deze kunstuiting was ook overwegend figuratief en narratief.